# 在大阪中華人民共和国総領事館
在大阪中華人民共和国総領事館（ざいおおさかちゅうかじんみんきょうわこくそうりょうじかん、簡体字中国語: 中华人民共和国驻大阪总领事馆、英語: Consulate-General of the People's Republic of China in Osaka）、在大阪中国総領事館（簡体字中国語: 中国驻大阪总领事馆、英語: Consulate-General of China in Osaka）は、中華人民共和国が日本の大阪府大阪市に設置している総領事館である。
1976年3月、中華人民共和国からの派遣では初となる駐日総領事館として大阪市に開設された。初代総領事は田平。
傘下に、在阪華人教育や日中教育交流を目的とする在大阪中華人民共和国総領事館教育室（簡体字中国語: 中华人民共和国驻大阪总领事馆教育组）、在大阪中国総領事館教育室（簡体字中国語: 中国驻大阪总领事馆教育组）を擁する。

## 所在地
〒550-0004　大阪府大阪市西区靭本町3-9-2
総領事館には一般社団法人大阪中華北幇公所が入居しており、建物に「大阪中華北幫公所大厦」（大阪中華北幇公所ビル）と刻字されている。
教育室（簡体字中国語: 教育组）は大阪市外にあり、その住所は「〒564-0063　大阪府吹田市江坂町5-4-4」である。

## 業務管轄区域
大阪府、京都府、兵庫県、奈良県、和歌山県、滋賀県、愛媛県、高知県、徳島県、香川県、広島県、島根県、岡山県、鳥取県

## 総領事
| 代 | 氏名（日本語） | 氏名（中国語簡体字） | 着任       | 退任       | 備考                                                |
| -- | -------------- | -------------------- | ---------- | ---------- | --------------------------------------------------- |
| 1  | 田平           | 田平                 | 1976年3月  | 1978年10月 | 第3代シエラレオネ駐箚大使                           |
| 2  | 王植范         | 王植范               | 1978年10月 | 1982年12月 | [ 8 ]                                               |
| 3  | 文遅           | 文迟                 | 1984年1月  | 1987年9月  | [ 8 ]                                               |
| 4  | 陸琪           | 陆琪                 | 1988年3月  | 1990年6月  | 第5代福岡総領事                                     |
| 5  | 千昌奎         | 千昌奎               | 1990年6月  | 1994年7月  | 第3代札幌総領事                                     |
| 6  | 劉智剛         | 刘智刚               | 1994年8月  | 1998年8月  | [ 8 ]                                               |
| 7  | 劉毅           | 刘毅                 | 1998年9月  | 2001年2月  | [ 8 ]                                               |
| 8  | 王泰平         | 王泰平               | 2001年2月  | 2003年7月  | 第7代札幌総領事、第10代福岡総領事                   |
| 9  | 邱国洪         | 邱国洪               | 2003年8月  | 2006年1月  | 第17代ネパール駐箚大使、第7代韓国駐箚大使           |
| 10 | 羅田広         | 罗田广               | 2006年2月  | 2008年7月  | 第6代札幌総領事                                     |
| 11 | 鄭祥林         | 郑祥林               | 2008年12月 | 2011年11月 | 第16代ネパール駐箚大使、第9代ブルネイ駐箚大使       |
| 12 | 劉毅仁         | 刘毅仁               | 2011年12月 | 2016年4月  | [ 8 ]                                               |
| 13 | 李天然         | 李天然               | 2016年5月  | 2019年12月 | 初代名古屋総領事、第10代福岡総領事、第2代名古屋領事 |
| 14 | 何振良         | 何振良               | 2020年2月  | 2020年12月 | 第11代福岡総領事                                    |
| -  | 張玉萍         | 张玉萍               | 2020年12月 | 2021年6月  | 代理総領事                                          |
| 15 | 薛剣           | 薛剑                 | 2021年6月  | （現職）   | [ 11 ]                                              |

## 著名な在勤者
- 孔鉉佑 - 第12代駐日大使、第16代ベトナム駐箚大使（中国語版、英語版）
- 黄星原 - 第12代トリニダード・トバゴ駐箚大使（中国語版、英語版）、第13代キプロス駐箚大使（中国語版）
- 秋岡栄子 - 広報アドバイザー、経済評論家[12]
- 王敏 - 広報アドバイザー、法政大学名誉教授[12]
- 坂和章平 - 広報アドバイザー、弁護士、映画評論家[12]
- 宋文洲 - 広報アドバイザー、ソフトブレーン創業者[12]
- 中山邦夫 - 広報アドバイザー、音楽プロデューサー[12]
- ヤンチャン - 広報アドバイザー、YouTuber[12]